# Побуна у Опиди
Побуна у Опиди (или Побуна у Опису) избила је августа 324. п. н. е. због незадовољства македонских војника увођењем разних оријенталних обичаја. Побуна је избила када је Александар Велики слао у Македонију велику војску македонских ратних ветерана, а у исто време је регрутовао персијске и медијске младиће за своју војску. Александар је угушио побуну хапшењем и погубљењем најистакнутијих побуњеника. Побуна је избила јер су македонски војници тешко могли да прихвате Александров нови поредак, његову политику стапања Грка, Персијанаца и осталих народа.

## Александрова нова политика
Александар Велики је након освајања Персије схватио да је потребно да смањи јаз имеђу Грка и Персијанаца. Почео је да носи персијску одећу, а на двору је увео персијске обичаје. Ти обичаји су љутили Македонце. Један од обичаја који су тешко прихватали било је клечање или клањање пред краљем (проскинеза). Био је то оријентални обичај, који је Грцима био јако стран и понижавајући и није одговарао слободарском духу Грка. Персијско племство и персијски дворјани на Александровоме двору су исто тако боли очи. Александар је планирао пресељења Грка у Азију, а Азијата у Европу исто тако са циљем да ојача јединство новога царства. Пропагирао је мешовите бракове Грка и Персијанки. На масовној свадби у Сузи 324. п. н. е. Александар Велики и његови генерали су се оженили персијским принцезама. Александар се оженио Даријевом ћерком Статиром, Хефестион се оженио њеном сестром, Кратер са ћерком Даријева брата, а остали са ћеркама сатрапа.

## Александра регрутује нову војску од Персијанаца
Александар је по персијским и другим сатрапијама почео да оснива војне школе у којима је Персијанце, Међане и остале источњаке почео да обучава да се боре на македонски начин, са македонским оружјем и у македонским војним формацијама. Успостављајући војне школе по источним сатрапијама Александар је успео да створи нову војску која му је била на располагању, а са друге стране смањио је јаз између Персијанаца и Грка и у војном позиву. Успостављање једнакости и у војној служби за Александра је значио један корак ближе јединственом царству, које ће стопити разне народе. Александар је обучио и створио нову војску од 30.000 Персијанаца, Међана и другох Азијата. Македонци се нису веселили новој стварности. Код њих је већ одраније тињало незадовољство.

## Повод за побуну
Када је стигао у Опиду Александар Велики је објавио да немерава да пошаље кући у Грчку 10.000 ислужених ветерана. Обећао је да ће их све збринути. За војску, која је већ раније била незадовољна многим Александровим поступцима, тај поступак представљао је кап која је прелила чашу. Вређало их је још раније да виде Александра у персијској одећи. Вређало их је да гледају како су персијски младићи обучени и наоружани да се боре на македонски начин, а није им се свиђало да гледају како Александар укључује азијску коњицу у редове коњаника пратилаца.

## Побуна
Побунили су се и ветерани и они за које је било предвиђено да остану. Војска је почела да гласно негодује и тражили су да сви иду кући, када је већ почео да користи Персијанце. Почели су да Александру подругљиво добацују да иде у рат са својим оцем Амоном. Тиме су му предбацивали што је прихватио египатски култ. Александар се наљутио и наредио је да се похапсе најгласније коловође побуне. Након погубљења најгласнијих остали су се повукли. Александар се оштрим говором обратио војсци и позвао их да се распусте, а он се након тога повукао на свој двор и нико га није видео неколико дана. Војска је и даље била у стању побуне. Нису хтели да послушају Александра да се разиђу.

## Окончање побуне
Александар је трећега дана позвао изабрану групу Персијанаца и Међана и поставио их за команданте бригада. До побуњене војске почеле су стизати вести како Александар именује Персијанце и Међане за команданте. Чули су и за персијску гарду, персијске коњанике пратиоце. Тада је побуњена војска почела да попушта и дошли су до двора и бацили оружје пред улазом на тај начин симболички се поново покоравајући Александру. Александар је био тврд и тек је трећи дан пустио војску на двор. Тада су се коначно помирили.

## Помирење
Помирење је окончано великом гозбом на којој су били Александар, македонски војници и Персијанци. Александрова нова политика је тешка срца ипак на крају прихваћена, а Кратер је повео 10.000 ветерана према Македонији.